# Asesinato de Todd Smith
El asesinato del periodista Todd Smith fue un acto perpetrado por el Partido Comunista del Perú-Sendero Luminoso (PCP-SL) el 18 de noviembre de 1989 mientras realizaba una investigación sobre el cultivo de coca en el Huallaga. Fue el primer periodista extranjero asesinado durante la época del terrorismo en el país andino.

## Antecedentes
En abril de 1988, Todd Smith entró a trabajar para el diario Tampa Tribune. Previamente había trabajado en el St. Petersburgo Times y había cubierto, como periodista independiente y con el objetivo de convertirse en un corresponsal extranjero, las contras en Nicaragua. Tras ingresar al Tampa Tribune, Smith viajó a Colombia para cubrir sobre el tráfico de drogas en dicho país. Estando en Colombia, Smith obtuvo información de que los productos de coca provenían del valle del río Huallaga, en Perú. Por tal motivo, Smith solicitó al Tampa Tribune viajar al Perú para realizar investigaciones, arguyendo que iba a cubrir las elecciones municipales, pedido que el diario rechazó. Ante tal respuesta, Smith solicitó vacaciones y viajó al Perú, llegando a Lima el 7 de noviembre de 1989. El lugar hacia donde se dirigía Smith era controlado por Sendero Luminoso, quien previamente había atacado el puesto policial de Uchiza.

## Acontecimientos
El 15 de noviembre, Smith salió de Lima hacia Tarapoto, cerca del Huallaga. En el lugar, entrevistó a funcionarios y ciudadanos, además de tomar algunas fotos. El 17 de noviembre, Smith fue visto en Uchiza, esperando retornar a Tarapoto. Se reportó que, mientras viajaba en un carro hacia el aeropuerto, un grupo de hombres se le acercó y, tras apuntarle con una pistola, se lo llevaron. Debido a que no retornó, Sharon Stevenson (con quien Smith previamente tomó contacto en Lima) se comunicó con el Tampa Tribune para comunicarles sobre su situación. Ante esto, Doyle Harvill (del Tampa Tribune) se comunicó con el padre de Smith y ambos reservaron vuelos hacia Lima.
El 22 de noviembre, fue encontrado un cuerpo en el camino hacia el aeropuerto. El cuerpo fue identificado como el de Smith, teniendo signos de tortura. Al costado del cuerpo fue encontrado un cartel que decía: "De esta manera mueren los espías norteamericanos vinculados al Pentágono que están llevando a cabo un plan antisubversivo en América Latina y especialmente en Perú. Muerte al imperialismo norteamericano. Larga vida al Partido Comunista. Larga vida a la guerra del pueblo".
Uno de los involucrados en el asesinato de Smith fue Florindo Flores Hala, alias "Camarada Artemio" (posteriormente líder de la facción de Sendero Luminoso en el Alto Huallaga).